# 山田元益
山田 元益（やまだ もとます）は、戦国時代の武将。通称新右衛門尉。今川義元に仕え、岡崎城代を務めた。

## 略歴
駿河国で山田長益の次男として生まれる。今川氏に臣従した岡崎城主・松平元康（後の徳川家康）が駿府に常駐していたため、城代として岡崎城に置かれた。
天文22年（1553年）、在三河の松平氏被官が元益と糟屋備前守に対して、桜井寺の山林の扱いについて伺いを立てている。また、家康が15歳の時、祖先の法要のために初めて岡崎に下向した際、家康は若年を理由に元益のいる本丸には入らず、謙遜して二の丸に入城した。この事を聞いた義元は「分別に富んだ少年だ」とその振る舞いを称賛している。
永禄3年（1560年）、桶狭間の戦いでも岡崎城にあったが、義元戦死の報に接すると出陣して桶狭間に駆けつけ、合戦2日後に同地で従類らとともに討死した。

## 登場作品
テレビドラマ
- 『どうする家康』　(NHK大河ドラマ、2023年、演：天野ひろゆき)